# Reinhard Skandera
Reinhard Skandera (* 29. Juni 1953) ist ein ehemaliger deutscher Fußballspieler.

## Karriere
Sein Heimatverein ist der TuS Buschhausen, ein Vorortverein in Oberhausen. Im A-Jugendalter wechselte er zur SpVgg. Sterkrade 06/07, die im Jugendbereich unter der Leitung von Jörg Focke in den 1970er Jahren in Westdeutschland große Erfolge feierte. Skandera hatte wesentlichen Anteil am Erreichen der Kreismeisterschaft im Jahre 1971 im Kreis Oberhausen/Bottrop im Entscheidungsspiel gegen Rhenania Bottrop. Anschließend spielte er fünf Jahre als Mittelstürmer der SpVgg. Sterkrade 06/07 in der Verbandsliga Niederrhein und wurde mehrfach in die Auswahl des Fußballverbandes Niederrhein berufen. Mitte der siebziger Jahre wechselte er zu Olympia Bocholt und erreichte in der Saison 1977/78 den Titel des Niederrheinmeisters. Als bester Torschütze der Mannschaft mit 15 Toren als Mittelfeldspieler hatte er wesentlichen Anteil am Titelgewinn. Er konnte jedoch auch das Scheitern von Olympia Bocholt in der Aufstiegsrunde zur 2. Bundesliga nicht verhindern.
Skandera spielte noch eine weitere Saison bei Olympia in der neu geschaffenen Oberliga Nordrhein, der Verein konnte aber unter Trainer Dieter Danzberg nicht mehr an die Erfolge unter seinem Vorgänger Horst Döppenschmidt anknüpfen. Am Ende der Saison 1978/79 wechselte Reinhard in die 2. Bundesliga zu Rot-Weiß Oberhausen. Er kam bis 1981 insgesamt 28-mal in der 2. Bundesliga zum Einsatz und erzielte fünf Tore. Zu Beginn der Saison 1980/81 beendete er seine fußballerische Laufbahn aufgrund chronischer Achillessehnenbeschwerden bereits mit 27 Jahren. Er lebt er in Hessen und arbeitete als Großprojektmanager in Frankfurt am Main.
Nach Beendigung seiner Berufslaufbahn hat Reinhard Skandera mehrere belletristische Romane veröffentlicht. 